# キャプスタン (エロー県)
キャプスタン （Capestang）は、フランス、オクシタニー地域圏、エロー県のコミューン。

## 地理
オード県との県境に接している。

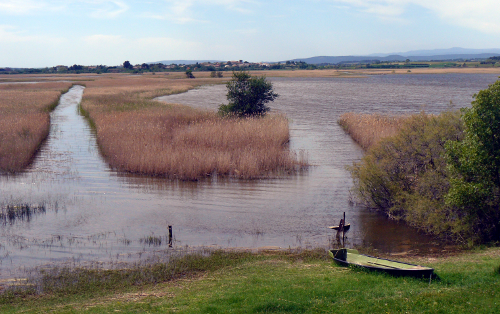
キャプスタン湖

標高20mに位置する、ラ・カラント川はキャプスタンを横断する主要河川である。ラ・カラント川は増水したオード川と同様に、湖への主要供給源である。キャプスタン湖は季節によって水位が異なるが、湖は生態学上優れた湿地帯で、多くの種類の鳥類が繁殖する。湖はナテュラ2000の特別保護区域に指定されている。

### 交通
町は、内陸でベジエとカルカソンヌ間を結ぶ県道11号線が走っている。また国道113号線とオートルート A9が分割される。二次道路はキャプスタンから北へピュイセルギエ、北西のカラント、南のキュクサックとナルボンヌ、北東のモレイラン、南東のニサン・レ・アンセリュヌとを結ぶ。オートルートA9道路のベジエ南インターチェンジから、キャプスタンは18km離れている。
コミューンをミディ運河が横切っており、西に大きく蛇行した後、北から町を迂回している。運河は航行可能であり、歩道を徒歩または自転車で追跡できる。
キャプスタンとコロンビエをつなぐ古い鉄道路線は、ベジエからナルボンヌまでの路線で、旅客輸送も貨物輸送も廃止されている。最も近いのはニサン・レ・アンセリュヌ駅だが、わずかな本数のTER路線しか停まらない。ベジエ駅が広範囲で便利である。
ベジエ-ヴィアス空港はベジエの東12kmにあり、ライアンエアーの路線がある。

## 由来
862年にCaput stanioと記されたことが証明されている。キャプスタンはラテン語のcapt stagni（『湖の先頭』）から派生している。これは、今日部分的に干拓されているキャプスタン湖の、北端に位置しているためである。オック語のラングドックつづりCabestanhは、北オック語のChabestanh（オート＝アルプ県のChabestan）、カタルーニャ語のCabestany（ピレネーゾリアンタル県のカベスタニー）と完全に一致する。

## 歴史
フランス革命の間、コミューンの市民たちは、革命暦2年フリメールに結成された『人民集会』と呼ばれる革命集会に参加した。それは頻繁に開かれなかった（革命暦3年の集会では23人のメンバーがいた）。

## 人口統計
2016年時点のコミューン人口は3194人で、2011年時点の人口より3.87%増加した。
| 1962年 | 1968年 | 1975年 | 1982年 | 1990年 | 1999年 | 2006年 | 2016年 |
| ------ | ------ | ------ | ------ | ------ | ------ | ------ | ------ |
| 3019   | 3014   | 2548   | 2675   | 2903   | 3007   | 3010   | 3194   |

参照元:1962年から1999年までは複数コミューンに住所登録をする者の重複分を除いたもの。それ以降は当該コミューンの人口統計によるもの。1999年までEHESS/Cassini、2006年以降INSEE

## 経済
村の経済は主として農業、ブドウ栽培、オリーブ栽培、畑作に基づいている。地理的保護表示（IGP）扱いとなっているワイン、コトー・ダンセリュヌ（fr）を生産する。

## 史跡
- サンテティエンヌ参事会教会 - 13世紀にクワイヤのみ建設された。黒死病と資金不足が、この巨大事業を停止させたのである。鐘楼は高さ43mである。教会の建築家デシャンは、ナルボンヌ大聖堂も設計している。歴史的記念物[6]
- ミディ運河
- ナルボンヌ大司教城 - 14世紀。このシャトーは13世紀にナルボンヌ大司教の所有となった。フォワ伯ガストン3世（fr）、フランス王フランソワ1世、ルイ14世といった高名な人物が集まり、大司教城でラングドックの三部会が開催された。城には、15世紀にできた、161枚の装飾されたパネルで構成される美しい彩色天井がある。歴史的記念物[7]

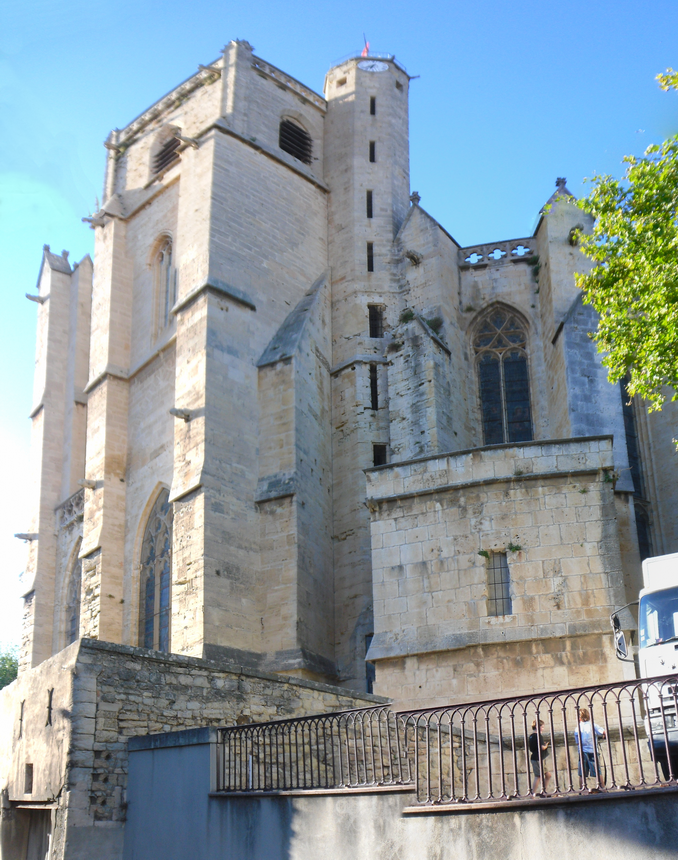
参事会教会
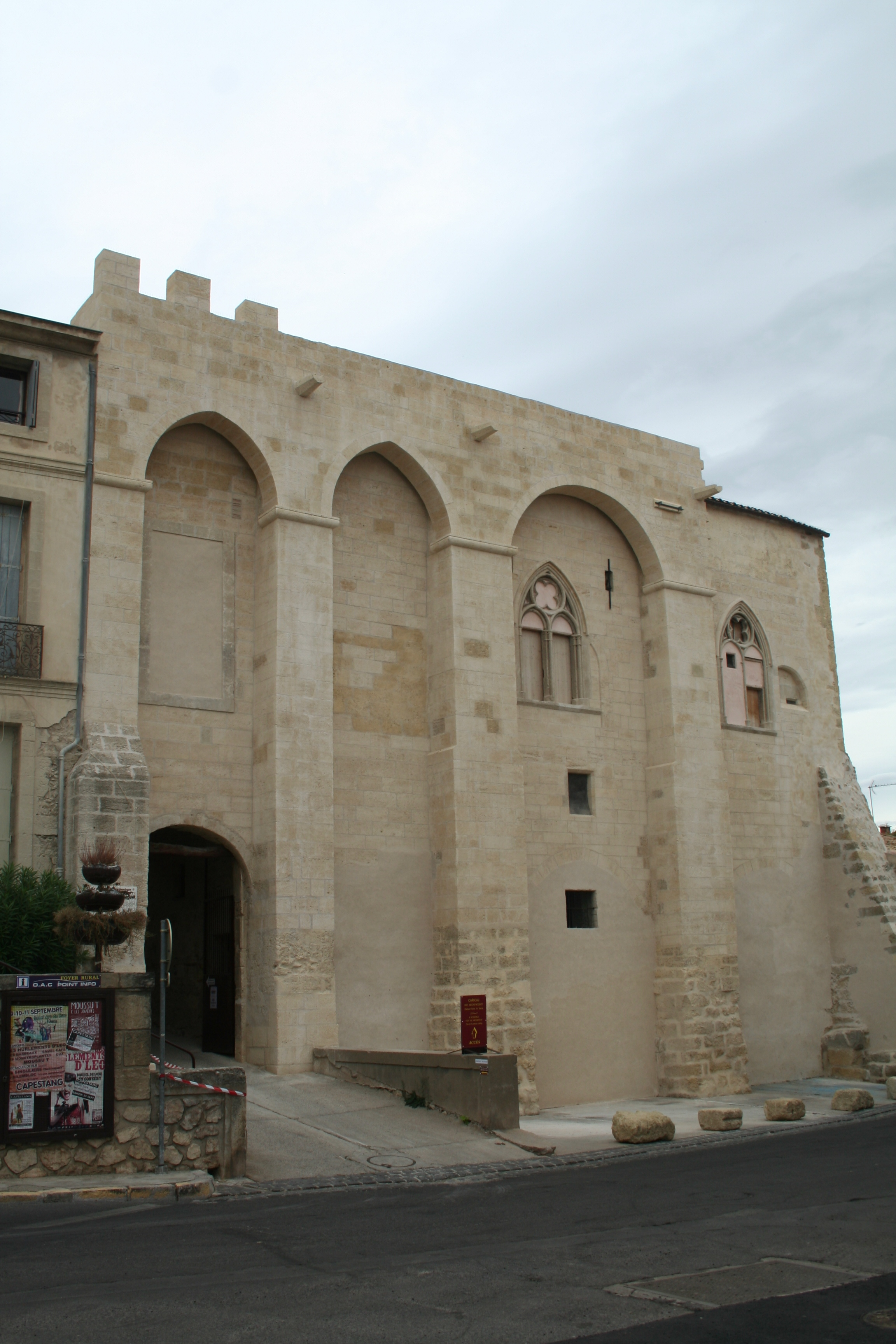
大司教城
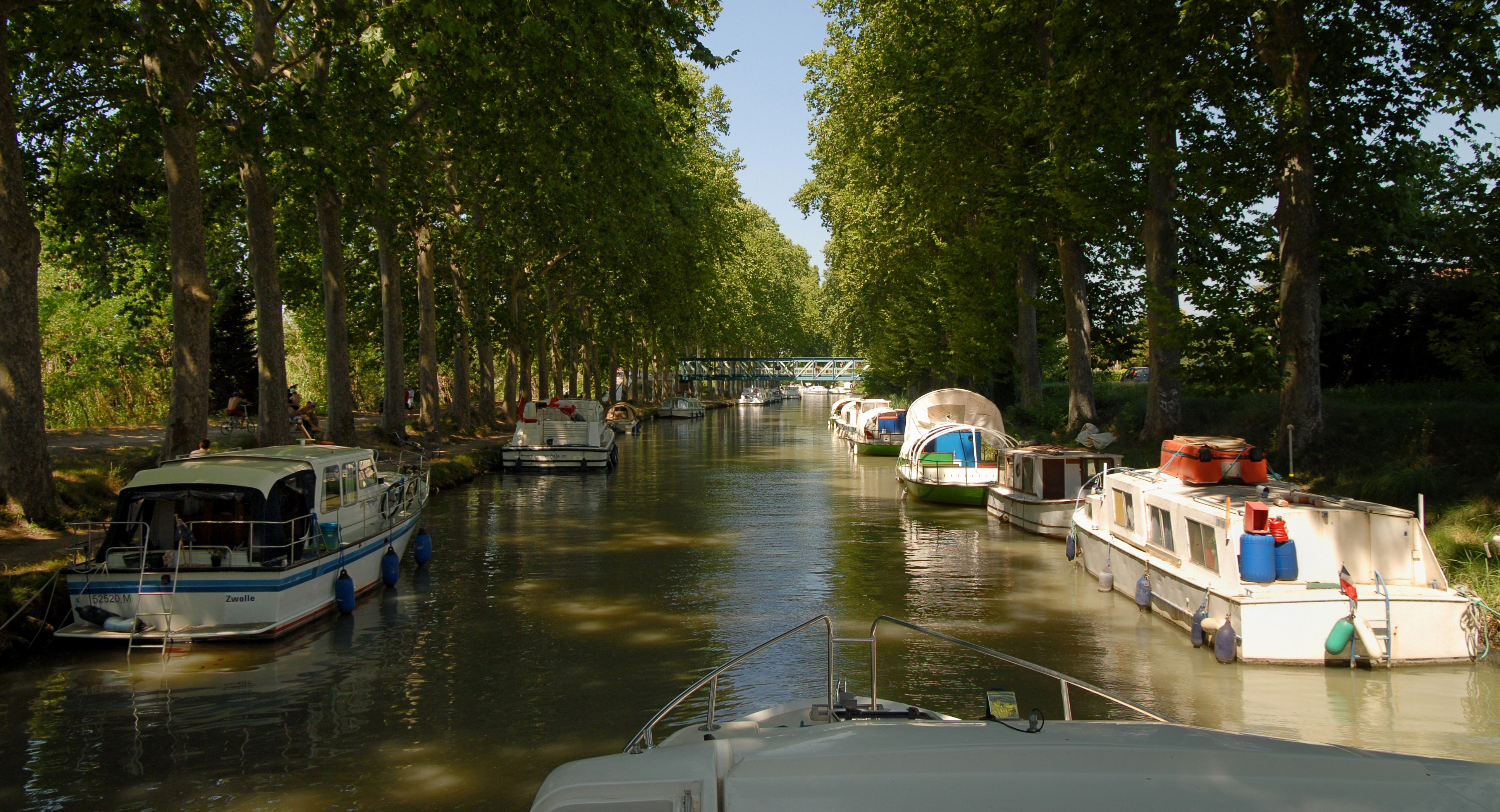
ミディ運河
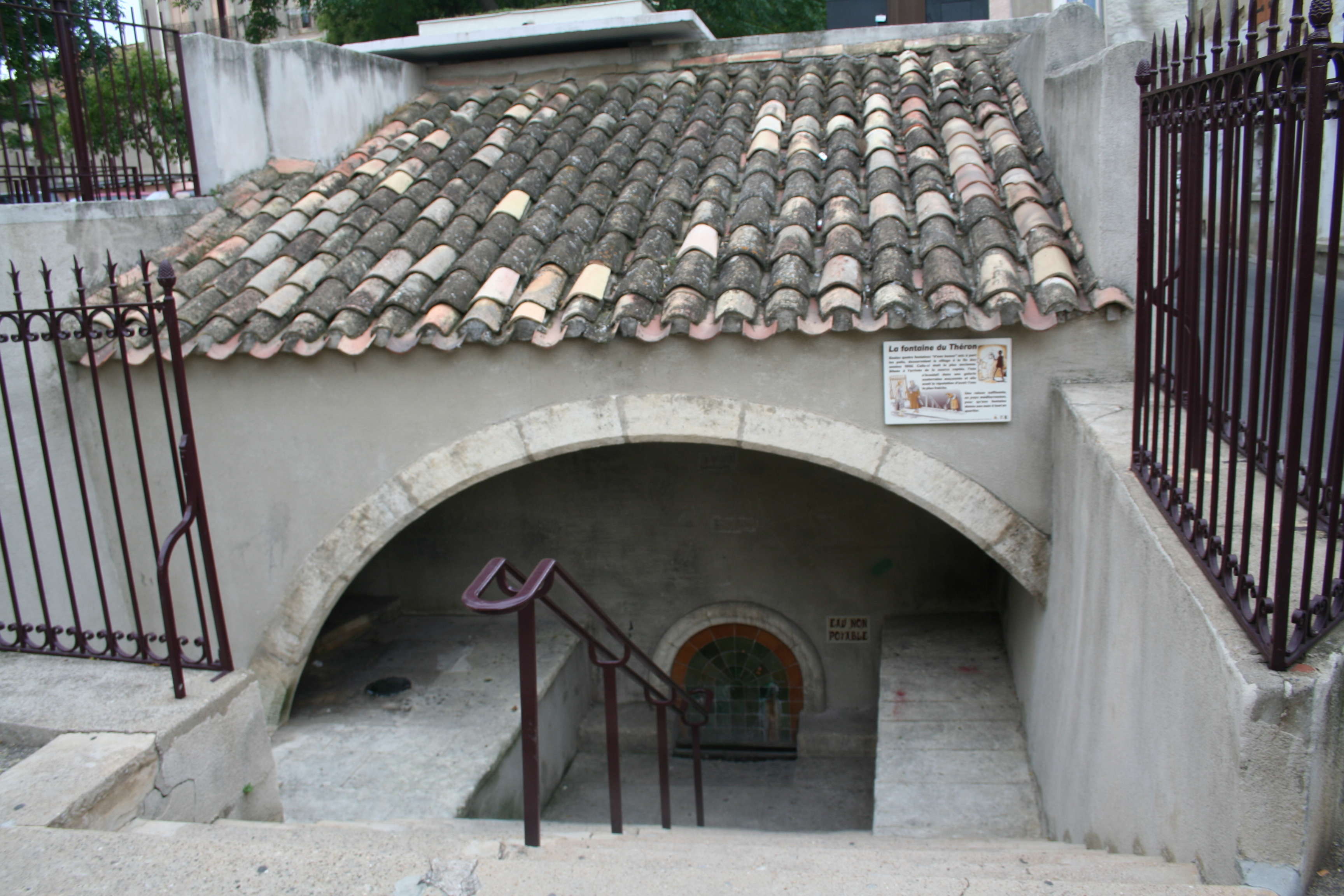
テロンの泉
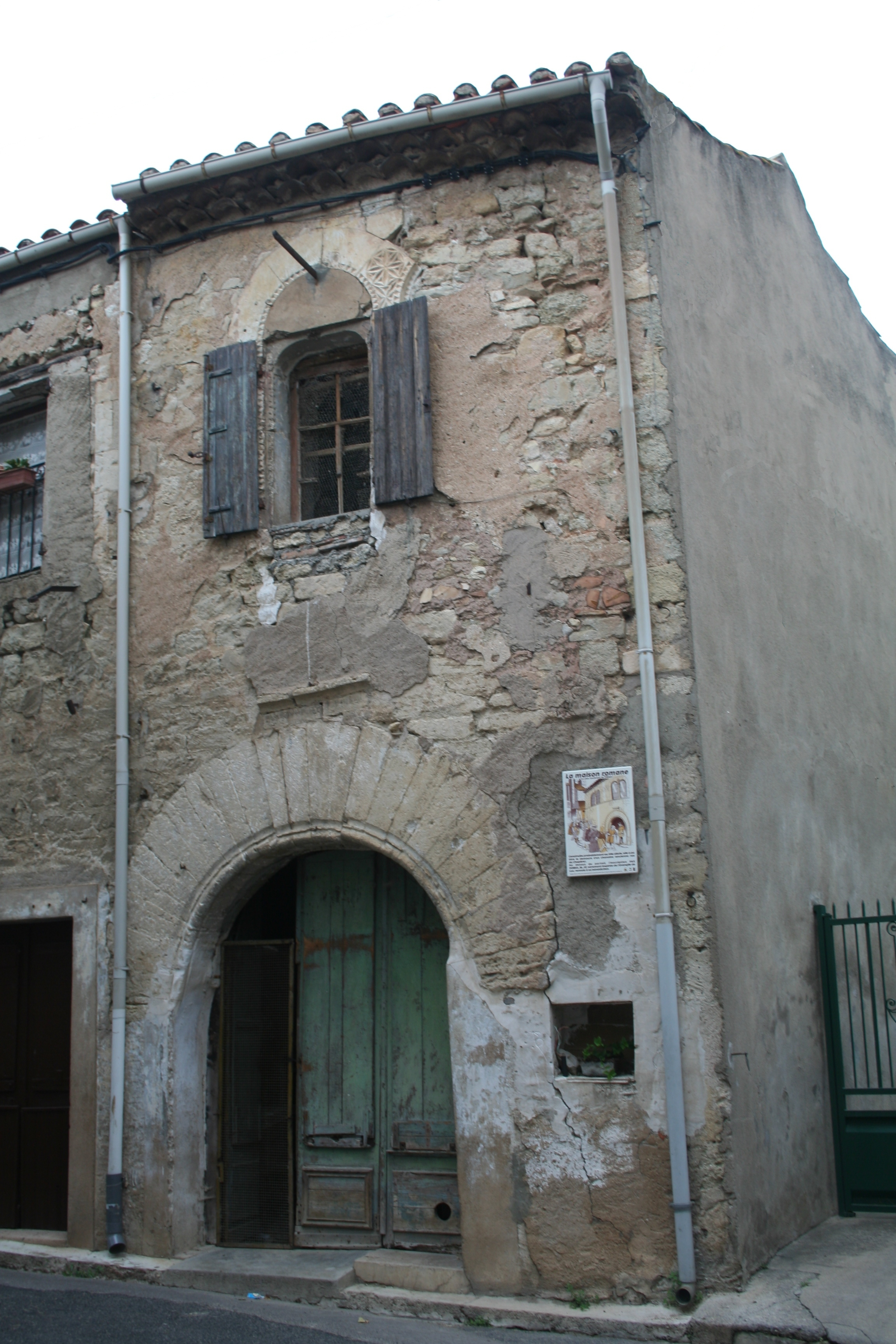
ロマネスクの住宅